# Jake Short
Jake Short (Indianapolis, 30 mei 1997) is een Amerikaans acteur. 
Zijn eerste rol als kindacteur was een rol in de langspeelfilm The Anna Nicole Smith Story in 2007.
Zijn rol in de langspeelfilm Shorts uit 2009 als Nose Noseworthy leverde hem tijdens de 31st Young Artist Awards een met zijn medespelers gedeelde Young Artist Award for Best Performance in a Young Ensemble Cast op.
Hij heeft onder meer sinds 2011 een hoofdrol in de Disney Channel televisieserie A.N.T. Farm als Fletcher Pumpernickel Quimby.
In 2009 had hij gastrollen in Zeke & Luther als Kenny Coffey en in Dexter als Scott Smith.
Op 31 maart 2012 was hij bij de Nickelodeon Kids' Choice Awards de laureaat van de Favorite TV Actor verkiezing voor Tim Allen, Ty Burrell en Alex Heartman. Hij was er genomineerd voor zijn rol als Fletcher Quimby in A.N.T. Farm.
Short kreeg in 2013 een vaste rol als Oliver in de Amerikaanse televisieserie Mighty Med.